# Berenike (Tochter Agrippas)
Berenike (auch Julia Berenike genannt; * 28 n. Chr.; † nach 79 n. Chr.) war als Mitglied der Dynastie der Herodianer eine jüdische Königin. Nach mehreren kurzen Ehen verbrachte sie den Großteil ihrer Zeit am Hof ihres Bruders Herodes Agrippa II. und soll mit ihm gerüchteweise eine inzestuöse Beziehung unterhalten haben. Während des großen Jüdischen Aufstands gegen das Römische Reich trat sie mit ihrem Bruder auf die Seite der Jerusalem belagernden Römer. Sie wurde die Geliebte des späteren Kaisers Titus, der seine Beziehung zu ihr aber bei seiner Thronbesteigung 79 n. Chr. aus Gründen der Staatsräson beenden musste.

## Leben

### Abstammung, Ehen und Zusammenleben mit Herodes Agrippa II.
Berenike war die älteste Tochter des jüdischen Königs Herodes Agrippa I. und seiner Ehefrau Kypros, somit eine Urenkelin Herodes’ des Großen. Außer ihrem ein Jahr älteren Bruder Herodes Agrippa II. hatte sie noch einen weiteren Bruder namens Drusus, der bereits als Knabe starb, sowie zwei jüngere Schwestern, Mariamne und Drusilla. Sie war aufgrund ihrer familiären Herkunft römische Bürgerin und gehörte zur gens Iulia, so dass sie mit ihrem ganzen Namen Julia Berenike hieß. So errichteten ihr etwa die Athener wegen ihrer für deren Heimatstadt gezeigten Wohltätigkeit eine Statue, auf deren Basis eine Inschrift angebracht war, in der sie Julia Berenike tituliert wird.
In erster Ehe wurde Berenike als erst 13-jähriges Mädchen 41 n. Chr. mit Marcus Iulius Alexander, dem Sohn des alexandrinischen Alabarchen Tiberius Iulius Alexander, verheiratet. Nach dem frühen Tod  ihres ersten Gemahls ging sie vor Ende 44 n. Chr. eine weitere Ehe mit dem Bruder ihres Vaters, ihrem Onkel Herodes von Chalkis, ein. Da dieser 44 n. Chr. von Kaiser Claudius zum König ernannt wurde und als Herrschaftsgebiet die Region um Chalkis in den Libanon-Bergen erhielt, war Berenike an seiner Seite Königin von Chalkis. Sie gebar ihrem zweiten Gemahl die beiden Söhne Berenikianos und Hyrkanos.
Nach dem Tode ihres zweiten Ehegatten im Jahr 48 n. Chr. lebte Berenike jahrelang mit ihrem Bruder Herodes Agrippa II. zusammen, der als Nachfolger des Herodes von Chalkis dessen Königreich von Kaiser Claudius übertragen erhielt. Laut umlaufender Gerüchte sollen die Geschwister dabei ein inzestuöses Verhältnis miteinander gehabt haben. Inzest war zwar in der Ära des Hellenismus nicht unbekannt – so gab es etwa in manchen Herrscherhäusern Geschwisterehen –, aber traditionellen Juden ein Gräuel. Dem jüdischen Geschichtsschreiber Flavius Josephus zufolge habe Berenike dem Gerede über ihr angebliches blutschänderisches Verhältnis ein Ende zu bereiten gesucht, indem sie König Polemon von Kilikien vorschlug, sich mit ihr zu vermählen. Polemon stach Berenikes beträchtliches Vermögen ins Auge, so dass er tatsächlich ihr dritter Ehemann wurde. Zur Ermöglichung dieser Heirat ließ er sich wohl beschneiden und trat zum jüdischen Glauben über. Dennoch verließ Berenike ihn bald wieder, um wieder bei ihrem Bruder zu leben.
Wie aus dem Bericht der Bibel in der Apostelgeschichte  (Apg 25, 13 – 26, 32) hervorgeht – die nach mehrheitlicher Meinung der Forschung um 90 n. Chr. verfasst wurde –, begaben sich Berenike und ihr Bruder im Jahr 60 nach Caesarea, wo sie dem neuen römischen Prokurator von Judäa, Porcius Festus, ihre Aufwartung machten (Apg 25,13 ). Dort musste auch der Apostel Paulus von Tarsus in Gegenwart des Festus vor Herodes Agrippa II. und Berenike erscheinen und sich gegen von den Juden erhobene Anklagen verteidigen (Erwähnung Berenikes in Apg 25, 23  und 26, 30 ).

### Rolle beim Ausbruch des jüdischen Aufstandes
66 n. Chr. kam es maßgeblich aufgrund der grausamen Amtsführung des von Kaiser Nero ernannten Prokurators Gessius Florus zum Ausbruch des nationaljüdischen Aufstandes gegen Rom. Herodes Agrippa II. war damals von Judäa abwesend, da er in Alexandria weilte. Berenike befand sich hingegen zur Erfüllung eines Gelübdes in Jerusalem und spielte nun die Rolle einer gemäßigten Nationalistin. Sie suchte Florus erfolglos zu überreden, seine Truppen zu einer weniger aggressiven Vorgehensweise gegen die Juden anzuhalten. Vielmehr soll sie von der entfesselten Soldateska des Prokurators fast getötet worden sein, wenn sie nicht rechtzeitig geflohen wäre.
Nach weiteren schweren Zusammenstößen zwischen römischen Soldaten und Einwohnern Jerusalems richteten sowohl führende Juden, so auch Berenike, als auch Florus Beschwerdebriefe über die jeweils andere Seite an den römischen Statthalter von Syria, Gaius Cestius Gallus. Dieser schickte zur genaueren Erkundung der Situation einen vertrauten Offizier nach Jerusalem, der mit dem von Ägypten zurückkommenden Herodes Agrippa II. zusammentraf. Der Offizier kehrte nach der Spendung eines nichtssagenden Lobes für die Haltung der Juden zu Cestius zurück. Berenike stand dann an der Seite ihres Bruders, als dieser sein über Florus empörtes Volk in einer langen Ansprache zur weiteren Anerkennung der Oberherrschaft Roms zu überreden suchte, welcher Appell zunächst auch befolgt wurde. Doch nahm die Erbitterung des Volks wieder zu, als Herodes Agrippa II. es auch zur Befolgung der Befehle des Florus bis zu dessen Abberufung aufforderte. Rebellische Juden brannten schließlich u. a. das Berenike und ihrem Bruder gehörige Schloss in Jerusalem nieder, woraufhin die königlichen Geschwister von dort fliehen mussten und seither treu zu den gegen ihre Landsleute kämpfenden Römern hielten. Vermutlich war es damals, dass sie ein von Herodes dem Großen errichtetes Haus in Berytos (dem heutigen Beirut) renovierten.

### Geliebte des Titus
Nachdem Cestius Gallus die Niederwerfung des jüdischen Aufstandes nicht gelungen war, beauftragte Nero den nachmaligen Kaiser Vespasian mit der Fortführung des Krieges. Vespasian wurde bei dieser langwierigen militärischen Unternehmung von seinem Sohn Titus begleitet, den die etwa 40-jährige Berenike zu ihrem Geliebten machen konnte, obwohl sie elf Jahre älter als Titus war. Nach Neros Tod machte sich Titus auf den Weg nach Rom, um dem neuen Kaiser Galba zu huldigen, begab sich aber nach dem Erhalt der Nachricht von Galbas Ermordung (Januar 69) wieder nach Judäa; dabei kam das Gerücht auf, dass die Liebe zu Berenike entscheidend für Titus’ rasche Rückkehr gewesen sei. In den römischen Bürgerkriegswirren unterstützte Berenike dann finanziell großzügig die Ambitionen Vespasians auf den Thron und machte sich dem Flavier so durch ihren Reichtum wert. Als Titus von seinem Vater, nachdem dieser Kaiser geworden war, mit der Beendigung des jüdischen Kriegs beauftragt wurde, dürfte sich seine Beziehung zu Berenike weiter gefestigt haben. Er vermochte 70 n. Chr. sein militärisches Unternehmen durch die äußerst blutige Einnahme Jerusalems größtenteils siegreich abzuschließen.
71 n. Chr. verließ Titus Judäa wieder, doch Berenike folgte ihm gemeinsam mit ihrem Bruder Herodes Agrippa II. erst im Jahr 75 nach Rom. Zu diesem Zeitpunkt hatte Vespasian seine Herrschaft fest konsolidiert. In der Metropole des Imperiums konnte Berenike Titus zur Wiederaufnahme ihrer Beziehung bewegen und mit ihm zusammen im Kaiserpalast wohnen. Einen Senator soll Titus der Unterhaltung eines Liebesverhältnisses mit Berenike verdächtigt und deshalb hinrichten haben lassen. In Rom wurde kolportiert, dass Berenike von Titus die Zusage erhalten habe, dass er sie heiraten werde. Laut Cassius Dio hatte sie zumindest diese Erwartung und verhielt sich auch dementsprechend öffentlich so, als wäre sie bereits die Gemahlin des Thronfolgers. Der Kyniker Diogenes gab in einem gut besuchten Theater öffentlich dem Unwillen des Volks über Berenike Ausdruck und musste sich deshalb auspeitschen lassen; ein anderer Kyniker namens Heras hielt ebenfalls eine ähnliche Schmährede und wurde dafür enthauptet.
Berenike erreichte schließlich eine äußerst einflussreiche Stellung in Rom und war beispielsweise in einem sie betreffenden Verfahren, in dem Quintilian vor Vespasians Kronrat plädierte, als Mitglied dieses Gremiums anwesend und selbst an der Entscheidungsfindung beteiligt. Quintilian berichtet nichts über den Inhalt des Verfahrens; möglicherweise handelte es sich um eine Vermögensangelegenheit, die mit den beträchtlichen Grundbesitzenteignungen durch die Römer in Judäa, wo Berenike reiche Ländereien besaß, in Zusammenhang stand.
Als Titus 79 n. Chr. Kaiser wurde, schickte er Berenike sofort, wenn auch widerwillig, aus Rom fort. Der Grund für die Trennung war wohl in erster Linie die feindselige Haltung, die das stadtrömische Volk gegen Berenike einnahm. Ihre Unbeliebtheit bei den Römern wiederum rührte wahrscheinlich insbesondere daher, dass sie Jüdin war. Schließlich waren die Juden wegen ihres großen Aufstands als Rebellen gebrandmarkt worden und auch aufgrund ihrer Konfession den römischen Massen suspekt. Außerdem wären etwaige aus einer legitimierten Beziehung von Titus und Berenike hervorgegangene Kinder ebenfalls Juden gewesen. Ferner mag bei Titus’ Entscheidung, sich von Berenike zu trennen, auch deren Alter (sie war bei Titus’ Thronbesteigung 51 Jahre alt) mitgespielt haben. Vor seinem Tod 81 n. Chr. kam sie aber vielleicht noch einmal nach Rom. Danach dürfte sie endgültig in ihre Heimat zurückgekehrt sein, doch liegt für ihr weiteres Schicksal keine Überlieferung vor, so dass auch ihr Todesjahr unbekannt ist.
Theodor Mommsen charakterisierte Berenike als eine „Kleopatra im kleinen.“

## Rezeption in Literatur und Musik
In der neueren Literatur wurde Berenike seit dem 17. Jahrhundert zur Heldin mehrerer Romane und Dramen um ihre Beziehung zu Titus gemacht. Im fragmentarischen Roman Bérénice (1648/49) von Jean Regnault de Segrais liebt die Titelfigur im Gegensatz zu ihrem historischen Vorbild nicht Titus, sondern einen orientalischen Fürsten; sie wird von Titus’ jüngerem Bruder Domitian bedrängt und letzten Endes von diesem entführt. Die Tragikomödie Tite (1660) des französischen Dramatikers Jean Magnon, in der Titus sich trotz einer aus Gründen der Staatsräson erwogenen Verbindung mit der Römerin Mucie dennoch mit seiner geliebten Berenike vermählt, regte die Tragödie Tite et Bérénice (1670) von Pierre Corneille an. In diesem Werk Corneilles ist Berenike als edel und beherrscht sowie als im Konkurrenzkampf mit der gewissenlosen Römerin Domitie um Titus’ Hand stehend dargestellt; sie wird zwar nicht die Gemahlin von Titus, weiß aber, dass er nur sie liebt. Ebenfalls 1670 veröffentlichte Jean Racine das Corneilles Werk gestalterisch überlegene Drama Bérénice zum gleichen Stoff, in dem die Titelheldin nicht nur von Titus, sondern auch vom König von Kommagene, Antiochus, geliebt wird. Thomas Otway verfasste 1676 seine Tragödie Titus and Berenice nach Racine. Ferner gibt es etwa 15 Opern, die auf Racines Drama basieren, darunter eine von Niccolò Piccinni (1764).
In dem Historischen Roman Lucius Flavus (um 1890) von Joseph Spillmann spielt Berenike eine entscheidende Rolle. Sie ist auch Titelfigur in Heinrich Vollrat Schumachers 1893 erschienenem historischem Roman Berenice. Auch im fünften Buch des ersten Bandes der Josephus-Trilogie von Lion Feuchtwanger (1932) werden sie und ihre Beziehung zu Titus ausführlich dargestellt.
In der von Roland Emmerich produzierten TV-Serie Those About to Die wird Berenike (dort: Berenice) von der iranisch-schweizerischen Schauspielerin Lara Wolf darstellt. Während ihre Beziehung zum Thronfolger und späteren Kaiser Titus historisch relativ korrekt beschrieben wird, ist ihr dort dargestellter Tod naturgemäß vollkommen fiktiv.